# ケヴィン・ジェームズ
ケヴィン・ジョージ・ニフィング (芸名: ケヴィン・ジェームズ（Kevin James）、1965年4月26日 - ）は、アメリカ合衆国の俳優・コメディアン・脚本家である。同じく俳優・コメディアン・脚本家のゲイリー・ヴァレンタインは兄。

## 来歴
父は保険屋で母親はカイロプラクティック関連の仕事についていた。
地元のワード・メルヴィル高校を卒業したのちに、ニューヨーク州立大学コートランド校へ進学。その後、スタンダップコメディアンとして活動し始め、その才能が認められて、コナン・オブライエン、ジェイ・レノ、デイヴィッド・レターマンなどの大物ホストが司会のトークショーに数多く出演。ケーブルチャンネルのコメディ・セントラルにおいては“スタンダップコメディアン100選”において89番目にチャートインされた。
友人であるレイ・ロマーノが主演するシットコム、『HEY!レイモンド』に出演したことから、後に彼の看板番組にもなる『The King of Queens』の出演へとつながる。しばらくテレビ界で活躍した後、ウィル・スミス、エヴァ・メンデス出演のロマンティック・コメディ『最後の恋のはじめ方』へ出演したり、ロベルト・ベニーニ監督の『ピノッキオ』の英語版へ声の出演をしたりと、最近では映画への出演も目立つようになった。同じくコメディアンで俳優のアダム・サンドラーとはよく一緒の映画に出演している。
2012年に主演したコメディ映画『闘魂先生 Mr.ネバーギブアップ』では、格闘技に挑戦する教師を演じ、わずかではあるが総合格闘家の石井慧とも共演している。

## 私生活
2004年6月にフィリピン系アメリカ人女優のステフィアーナ・デ・ラ・クルスと結婚した。2005年、2007年、2011年に子供をもうけている。2011年には『Mr.ズーキーパーの婚活動物園』において夫婦（劇中でステフィアーナは親友のフィアンセ役）で共演している。

## フィルモグラフィー

### 映画
| 年   | 邦題/原題                                                                                 | 役名                   | 備考                  | 吹き替え           |
| ---- | ----------------------------------------------------------------------------------------- | ---------------------- | --------------------- | ------------------ |
| 2002 | ピノッキオ Pinocchio                                                                      | 火喰い親方             | 声の出演 (英語版)     | 銀河万丈           |
| 2004 | 50回目のファースト・キス 50 First Dates                                                   | 消防士                 | カメオ出演            | 遠藤純一           |
| 2005 | 最後の恋のはじめ方 Hitch                                                                  | アルバート・ブレナマン |                       | 長嶝高士           |
| 2006 | モンスター・ハウス Monster House                                                          | ランダーズ             | 声の出演              | 玄田哲章           |
| 2006 | バーンヤード/モーモー牧場は大騒ぎ!? Barnyard                                              | オーティス             | 声の出演              | （吹き替え版なし） |
| 2007 | チャックとラリー おかしな偽装結婚!? I Now Pronounce You Chuck And Larry                   | ラリー・ヴァレンタイン |                       | 塩屋浩三           |
| 2008 | エージェント・ゾーハン You Don't Mess with the Zohan                                      | ハッキー・サック       | クレジットなし        | TBA                |
| 2009 | モール★コップ Paul Blart: Mall Cop                                                        | ポール・ブラート       |                       | 塩屋浩三           |
| 2010 | アダルトボーイズ青春白書 Grown Ups                                                        | エリック・レモンソフ   |                       | かぬか光明         |
| 2011 | 僕が結婚を決めたワケ The Dilemma                                                          | ニック・ブラネン       |                       | 朝倉栄介           |
| 2011 | Mr.ズーキーパーの婚活動物園 Zookeeper                                                     | グリフィン・キーズ     |                       | 原田晃             |
| 2012 | 闘魂先生 Mr.ネバーギブアップ Here Comes the Boom                                          | スコット・ヴォス       |                       | 原田晃             |
| 2012 | モンスター・ホテル Hotel Transylvania                                                     | フランク               | 声の出演              | チョー             |
| 2013 | アダルトボーイズ遊遊白書 Grown Ups 2                                                      | エリック・レモンソフ   |                       | 原田晃             |
| 2015 | モール・コップ ラスベガスも俺が守る! Paul Blart: Mall Cop 2                               | ポール・ブラート       |                       | 塩屋浩三           |
| 2015 | リトル・ボーイ 小さなボクと戦争 Little Boy                                                | Dr. Fox                |                       | （吹き替え版なし） |
| 2015 | モンスター・ホテル2 Hotel Transylvania 2                                                  | フランク               | 声の出演              | チョー             |
| 2015 | ピクセル Pixels                                                                           | ウイリアム・クーパー   |                       | 木村雅史           |
| 2016 | なりすましアサシン True Memoirs of an International Assassin                              | サム・ラーソン         | Netflixオリジナル映画 | 塩屋浩三           |
| 2017 | サンディ・ウェクスラー Sandy Wexlers                                                      | テッド・ラファティ     | Netflixオリジナル映画 | 塩屋浩三           |
| 2018 | モンスター・ホテル クルーズ船の恋は危険がいっぱい?! Hotel Transylvania 3: Summer Vacation | フランケンシュタイン   | 声の出演              | チョー             |
| 2020 | ヒュービーのハロウィーン Hubie Halloween                                                  | スティーヴ・ダウニー   | Netflixオリジナル映画 | 丸山壮史           |
| 2020 | BECKY ベッキー Becky                                                                      | ドミニク               |                       | （吹き替え版なし） |
| 2022 | ホーム・チーム Home Team                                                                  | ショーン・ペイトン     | Netflixオリジナル映画 | 原田晃             |
| 2024 | Monster Summer                                                                            | Edgar Palmer           |                       |                    |

### テレビ
| 年          | 邦題/原題                                                           | 役名                 | 備考                                         | 吹き替え           |
| ----------- | ------------------------------------------------------------------- | -------------------- | -------------------------------------------- | ------------------ |
| 1996        | HEY!レイモンド Everybody Loves Raymond                              | ケヴィン・ダニエルズ | 1エピソード                                  |                    |
| 1998 - 1999 | HEY! レイモンド Everybody Loves Raymond                             | ダグ・ヘファーナン   | 7エピソード                                  |                    |
| 1999        | LA大捜査線 マーシャル・ロー Martial Law                             | ダラス・ハンプトン   | 1エピソード                                  |                    |
| 2018        | ケヴィン・ジェームズの残念なタトゥ Kevin James: Never Don't Give Up | 本人                 | スタンドアップコメディ Netflixオリジナル映画 | （吹き替え版なし） |